# Achramorphidae
Famille
Synonymes
- Staurorrhaphidae Jenkin, 1908[1]

Les Achramorphidae sont une famille d'éponges de l'ordre des Leucosolenida. Les espèces de cette famille sont marines.

## Systématique
La famille des Achramorphidae a été créée en 2002 par Radovan Borojevic (d), Nicole Boury-Esnault (d), Michaël Manuel (d) et Jean Vacelet (d).

## Liste des genres
Selon World Register of Marine Species (27 janvier 2021) :
- genre Achramorpha Jenkin, 1908
- genre Megapogon Jenkin, 1908
- genre Sarsinella Alvizu, Xavier & Rapp, 2019